# Cameron A. Morrison
Cameron A. Morrison (5 de octubre de 1869 - 20 de agosto de 1953) fue el 55.º Gobernador del Estado de Carolina del Norte de 1921 a 1925.
Nació en 1869 en el Condado de Richmond, Carolina del Norte. Con el respaldo del senador Furnifold Simmons y la ayuda de las tácticas racistas empleadas por A. D. Watts, Morrison venció a O. Max Gardner en las primarias Democráticas de 1920 para Gobernador. Fue más tarde llamado "el gobernador de los Buenos Caminos" por su apoyo al sistema de carreteras modernas. Marrison también aumentó los fondos para la educación pública, mientras que luchaba por que se enseñase la teoría de evolución.
Más tarde, fue nombrado Senador por el Estado de Carolina del Norte (después de la muerte de Lee S. Overman) entre 1930 y 1932, pero perdió su puesto en las primarias Democráticas contra Robert R. Reynolds.
Morrison fue más tarde elegido para la Cámara de Representantes de los Estados Unidos de 1943 a 1945. Perdió de nuevo en las primarias del partido Democrático por un puesto en el Senado de los EE. UU. en 1944, contra Clyde R. Hoey. Falleció en Quebec en 1953. Se nombró una residencia de diez plantas en el campus de la Universidad de Carolina del Norte en Chapel Hill en su honor.
Su casa en Charlotte, Morrocroft, fue anotada en el Registro Nacional de Lugares Históricos en 1983.